# Leptarctus
Leptarctus — вимерлий рід хижих, що знайдений у таких країнах: США, Китай, Мексика (49 колекцій). Рід містить такі види: Leptarctus ancipidens, Leptarctus martini, Leptarctus mummorum, Leptarctus neimenguensis, Leptarctus oregonensis, Leptarctus primus, Leptarctus progressus, Leptarctus supremus, Leptarctus webbi, Leptarctus woodburnei, Leptarctus wortmani.